# Björkhage
Björkhage är en tidigare småort i Barlingbo socken Gotlands kommun i Gotlands län. 2015 hade folkmängden i området minskat och småorten upplöstes.